# NHK 가나자와 방송국

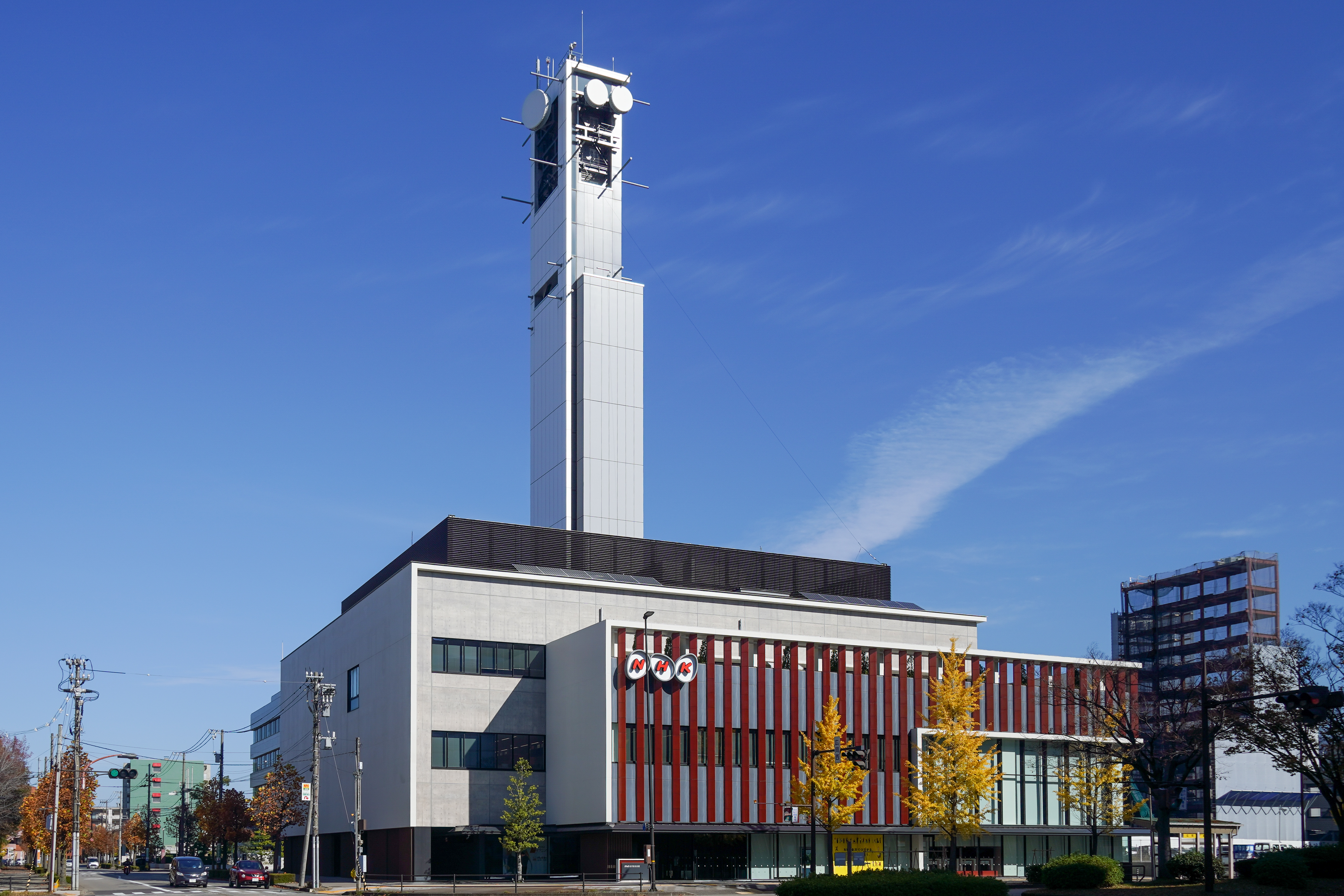
NHK Kanazawa Broadcasting Hall 20201115-001

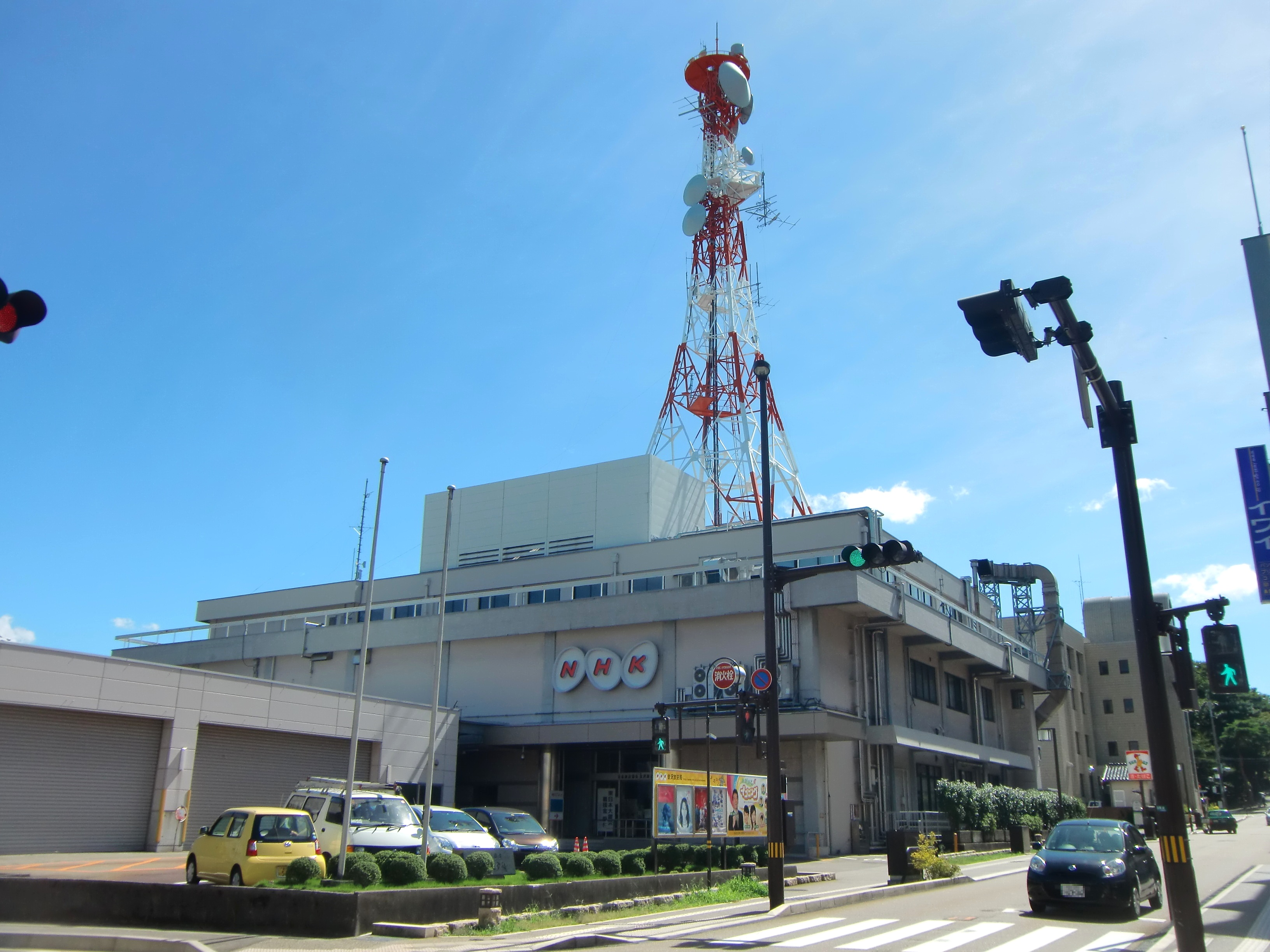
NHK 가나자와 방송국

NHK 가나자와 방송국(金澤 放送局)은 이시카와현을 방송구역으로 하는 NHK의 지역방송국이며 중파·FM라디오·텔레비전 방송을 담당하고 있다.

## 연혁
- 1930년 4월 15일 라디오 제1방송 개시
- 1947년 8월 21일 라디오 제2방송 개시
- 1957년 12월 23일 종합 텔레비전 방송 개시
- 1962년 4월 1일 교육 텔레비전 방송 개시
- 1962년 7월 22일 종합 텔레비전 컬러 방송 개시
- 1964년 4월 1일 교육 텔레비전 컬러 방송 개시
- 1969년 3월 1일 FM방송 개시
- 1986년 5월 12일 문자방송 개시
- 2006년 7월 1일 지상파 디지털 텔레비전 방송 개시
- 2009년 7월 24일 - 스즈시에서 오전 10부터 11시까지 민영 텔레비전 방송국과 공동으로 시험적으로 아날로그 텔레비전 방송 중단.
- 2010년 7월 24일 - 스즈시에서 지상파 아날로그 텔레비전 방송 선행 종료.
- 2011년 7월 24일 지상파 아날로그 텔레비전 방송 종료

## 채널·주파수
- 종합 텔레비전 가나자와본국 15ch(JOJK-DTV) 출력:1kW
- 교육 텔레비전 가나자와본국 13ch(JOJB-DTV) 출력:1kW
- 라디오 제1방송 가나자와본국 1224kHz(JOJK) 출력:10kW
- 라디오 제2방송 가나자와본국 1386kHz(JOJB) 출력:10kW
- FM방송 가나자와본국 82.2MHz(JOJK-FM) 출력:1kW

## 이시카와현에 있는 다른 텔레비전·라디오 방송국
- TV 가나자와(KTK)(니혼 TV 계열)
- 호쿠리쿠 아사히 방송(HAB)(TV 아사히 계열)
- 호쿠리쿠 방송(MRO)(TV는 도쿄 방송 계열, 라디오는 JRN·NRN 계열)
- 이시카와 TV(ITC)(후지 TV 계열)
- FM이시카와(HELLO FIVE)(JFN계열)